# أندريه جوبيرت
أندريه جوبيرت (بالفرنسية: André Gobert) مواليد 30 سبتمبر 1890 في باريس - الوفاة 6 ديسمبر 1951 في باريس، كان لاعب كرة مضرب فرنسي بدأ مسيرته كمحترف سنة 1909 وكان يلعب باليد اليسرى، اعتزل اللعب في 1926. كما أنه أحد أبطال الجراند سلام. أعلى تصنيف له في الفردي كان المركز الـ 3 في سنة 1919. سبق أن شارك في دورة الألعاب الأولمبية الصيفية.

## بطولات حققها
- بطولة ويمبلدون

## النهائيات

### الزوجي: 2 (الألقاب 1, الوصافة 1)
| الحصيلة | السنة | البطولة  | الأرضية | الشريك       | المنافس                           | النتيجة                 |
| ------- | ----- | -------- | ------- | ------------ | --------------------------------- | ----------------------- |
| الفوز   | 1911  | ويمبلدون | عشبية   | ماكس ديكوجيس | ميجور ريتشي أنتوني ويلدينغ        | 9–7, 5–7, 6–3, 2–6, 6–2 |
| الوصافة | 1912  | ويمبلدون | عشبية   | ماكس ديكوجيس | تشارلز بي ديكسون هربرت روبر باريت | 6–3, 3–6, 4–6, 5–7      |

## الميداليات
| الميدالية | المسابقة                       |
| --------- | ------------------------------ |
| ذهبية     | الألعاب الأولمبية الصيفية 1912 |

## روابط خارجية
- أندريه جوبيرت على موقع رابطة محترفي التنس (الإنجليزية)
- أندريه جوبيرت على موقع الاتحاد الدولي لكرة المضرب (الإنجليزية)
- أندريه جوبيرت على موقع كأس ديفيز (الإنجليزية)
- أندريه جوبيرت على موقع أرشيف التنس.كوم (الإنجليزية)
- أندريه جوبيرت على موقع خلاصة التنس.كوم (الإنجليزية)
- أندريه جوبيرت على موقع أوليمبيديا (الإنجليزية)